# Alpár Jegenyés
Alpár Jegenyés, madžarski rokometaš, * 31. julij 1958, Pécs.
Leta 1980 je na poletnih olimpijskih igrah v Moskvi v sestavi madžarske rokometne reprezentance osvojil 4. mesto.